# Yocto (SI-prefix)
Yocto (symbool: y) is het SI-voorvoegsel dat gebruikt wordt om een factor 10−24, oftewel 1/1024, aan te duiden.
Het wordt sinds 1991 gebruikt. De naam is afgeleid van het Griekse ὀκτώ (= oktō), wat acht betekent.